# Філатово (Ленінградська область)
Філатово (рос. Филатово) — присілок у Сланцевському районі Ленінградської області Російської Федерації.
Населення становить 16 осіб. Належить до муніципального утворення Новосельське сільське поселення.

## Історія
Згідно із законом від 1 вересня 2004 року № 47-оз належить до муніципального утворення Новосельське сільське поселення.

## Населення
| 2007 | 2010 |
| ---- | ---- |
| 11   | ↗16  |